# Millena
Millena község Spanyolországban, Alicante tartományban. Lakosainak száma 249 fő (2024). Millena Almudaina, Balones, Benillup, Cocentaina és Gorga községekkel határos.

## Népesség
A település lakosságának változását az alábbi diagram mutatja:
| Lakosok száma | 190  | 175  | 186  | 201  | 215  | 210  | 221  | 237  | 242  | 249  |
|               | 2001 | 2004 | 2006 | 2009 | 2011 | 2014 | 2016 | 2019 | 2021 | 2024 |